# イェオリ・シュネーヴォイクト
イェオリ・シュネーヴォイクト（Georg Schnéevoigt, 1872年11月8日 - 1947年11月28日）は、フィンランドの指揮者、チェリスト。

## 略歴
ヴィープリの生まれ。ヘルシンキ・フィルハーモニー管弦楽団の首席チェロ奏者として音楽活動をはじめ、やがて指揮者に転じる。散逸したと思われていた『レンミンカイネン組曲』の「トゥオネラのレンミンカイネン」と「レンミンカイネンとサーリの乙女たち」を発見して1934年の再演と1939年のカーネギー・ホールでのアメリカ初演を手がけたり、交響曲第6番の初録音を行うなど、友人ジャン・シベリウスの音楽の普及に尽力した。スウェーデンのマルメに没した。